# پل جرسی (شهر چری تری، پنسیلوانیا)
۴۱°۳۶′۵۵″ شمالی ۷۹°۳۹′۲۷″ شرقی / ۴۱٫۶۱۵۲۸°شمالی ۷۹٫۶۵۷۵۰°شرقی

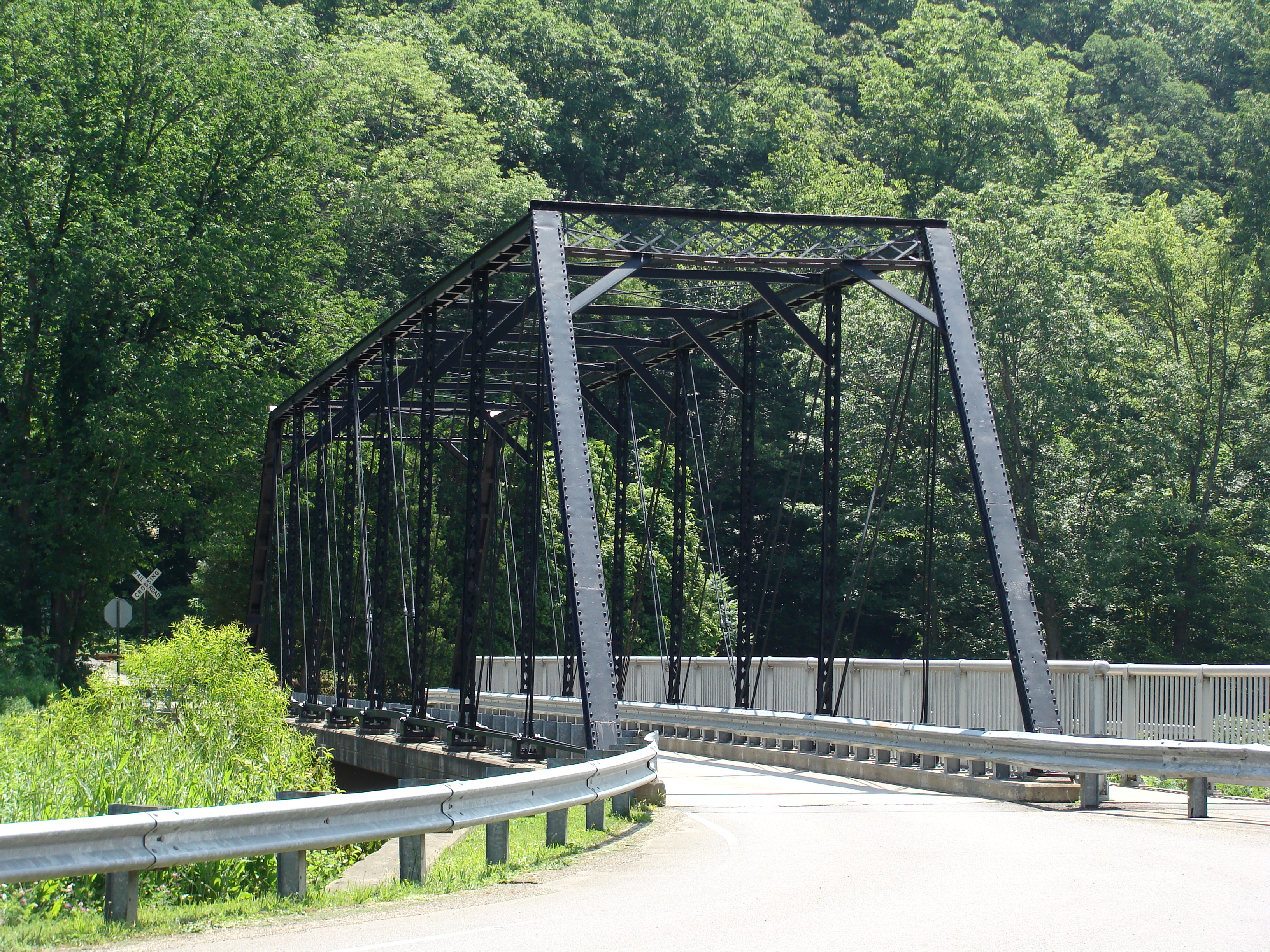
پل جرسی

پل جرسی یک پل تک خطی از نوع خرپای پرَت می‌باشد که در عرض نهر اویل کریک در شهر چری تری، شهرستان ونانگو ایالت پنسیلوانیا ایالات متحده قرار دارد. این پل شهر تیتوسویل را به موزهٔ چاه دریک و پارک ایالتی اویل کریک وصل می‌کند. پل جرسی در سال ۱۹۸۸ در لیست ثبت ملی اماکن تاریخی ثبت شد. پل مذکور در ۱۹۹۸ با پل جدیدی که از روسازه ی پل قدیمی استفاده می‌کرد جایگزین شد.

## تاریخچه
پل جرسی در ۱۸۸۲ توسط شرکت مورس بریج، نیای شرکت یانگ استاون بریج ساخته شد. ادارهٔ حمل و نقل پنسیلوانیا (PennDOT) به خاطر شرایط رو به وخامت آن در سال ۱۹۷۹ محدودیت وزن ۱۰ تنکی برای پل ایجاد کرد. در ۲۲ ژوئن ۱۹۸۸، پل در فهرست ثبت ملی اماکن تاریخی قرار گرفت. پل در ۱۹۹۷ جایگزین شد تا با ملاحظات ایمنی PennDOT مطابقت داشته و نیز اتوبوس‌های تور بتوانند به نزدیکی موزهٔ چاه دریک بروند. تعویض پل که جزو تنها مسیر رفت‌وآمد به موزه بود، موزه را مجبور به تعطیلی در ۲ نوامبر ۱۹۹۷ کرد. موزه قادر بود که در آوریل ۱۹۹۸ پس از توافق با راه‌آهن اویل کریک و تیتوسویل، که یک ایستگاه قطار در موزه را برای انتقال گردشگران از تیتوسویل به چاه دریک می‌گرداند، بازگشایی شود. پل جرسی مرمت شده در ۲۷ می ۱۹۹۸ بازگشایی شد.

## طراحی
پس از بازسازی در ۱۹۹۸، پل جرسی مرمت شده از روسازهٔ پل اصلی استفاده کرد، گر چه زیرسازهٔ واقعی حامل بار یک پل شاهتیری رایج است. روسازهٔ پل یک پل از نوع خرپای پرت متصل با خار مغزی باقی ماند. پل هنوز هم یک خط عبور دارد، اما یک مسیر پیاده‌روی عابرین پیاده در یک سمت پل خارج از روسازه وجود دارد.